# Wenzel Büttner
Wenzel Büttner (auch Bittner) (* 3. November 1809 in Millawetz, Kreis Klattau, Böhmen; † 18. Januar 1883 in Tarvis) war ein österreichischer Verwaltungsjurist und Politiker.

## Leben
Büttner war der Sohn von Wenzel Bittner († um 1849), einem Privatier in Boschiletz und dessen Ehefrau Katharina geborene Benda († vor 1845). Er war römisch-katholischer Konfession und heiratete am 8. September 1845 Aloisia Polster (* 5. Juli 1825; † 20. September 1895). Aus der Ehe gingen vier Söhne und zwei Töchter hervor.
Büttner machte eine juridische Ausbildung und wurde k.k. Syndiker und Bezirkskommissär des landesfürstlichen Marktes Neumarkt in der Steiermark. 1847 wurde er k.k. Syndiker und Bezirkskommissär beim Stadtmagistrat Sankt Veit an der Glan. Ab 1850 arbeitete er als Bezirksrichter 2. Klasse in Millstatt, seit 1854 als Bezirksamts-Vorsteher und ab 1868 als Bezirksrichter in Millstatt. 1877 ging er mit dem Titel Landesgerichtsrat in den Ruhestand.
Vom 17. Juli 1848 bis zum 4. März 1849 war er Abgeordneter im Provisorischen Kärntner Landtag.